# Phó Chánh án Tòa án nhân dân cấp tỉnh (Việt Nam)
Phó Chánh án Tòa án nhân dân tỉnh, thành phố trực thuộc trung ương do Chánh án Tòa án nhân dân tối cao bổ nhiệm, miễn nhiệm, cách chức. Nhiệm kỳ của Phó Chánh án Tòa án nhân dân tỉnh, thành phố trực thuộc trung ương là 5 năm, kể từ ngày được bổ nhiệm. Phó Chánh án Tòa án nhân dân tỉnh, thành phố trực thuộc trung ương giúp Chánh án thực hiện nhiệm vụ theo sự phân công của Chánh án. Khi Chánh án vắng mặt, một Phó Chánh án được Chánh án ủy nhiệm lãnh đạo công tác của Tòa án. Phó Chánh án chịu trách nhiệm trước Chánh án về nhiệm vụ được giao. Phó Chánh án Tòa án nhân dân tỉnh, thành phố trực thuộc trung ương thực hiện nhiệm vụ, quyền hạn theo quy định của luật tố tụng.